# Георгіос Рубаніс
Георгіос Рубаніс (грец. Γεώργιος Ρουμπάνης; 15 серпня 1929 — 11 лютого 2025) — грецький спортсмен.
На Олімпійських іграх 1956 року у Мельбурні виборов бронзову медаль у стрибках з жердиною з результатом 4,50 м (національний рекорд на той час). Закінчив атлетичні виступи у 1961 році.